# Up Next Session: Billie Eilish
Up Next Session: Billie Eilish é um extended play (EP) ao vivo da cantora e compositora estadunidense Billie Eilish. O EP é resutado de versões acústicas de três músicas presentes no EP de estreia de Eilish, Don't Smile at Me, lançado um mês antes.

## Antecedentes e lançamento
Up Next Session: Billie Eilish foi lançado em 20 de setembro de 2017 pelas gravadoras Darkroom e Interscope. Eilish disse, sobre ter sido escolhida pela Apple Music para o programa Up Next: "Desde que o Up Next foi lançado, pensei que todos os documentos sobre os artistas eram legais e incrivelmente interessantes. É tão raro ser escolhida, e a ideia de que eles me escolheram é incrível."
O EP foi lançado com exclusividade pela Apple Music, acompanhado de quatro vídeos que, além de apresentarem as performances de Eilish e seu irmão, também contam com entrevistas com os pais de Eilish, Maggie Baird e Patrick O'Connell.

## Lista de faixas
Todas as faixas escritas e compostas por Finneas O'Connell, exceto onde citado. 
| Up Next Session: Billie Eilish |                |                         |         |  |
| N.º                            | Título         | Compositor(es)          | Duração |  |
| 1.                             | "Bellyache"    | B. Eilish, F. O'Connell | 3:06    |  |
| 2.                             | "Watch"        |                         | 3:19    |  |
| 3.                             | "Ocean Eyes"   |                         | 3:30    |  |
| Duração total:                 | Duração total: | Duração total:          | 9:55    |  |

## Pessoal
- Billie Eilish - vocais
- Finneas O'Connell - produção, guitarra acústica, vocal de apoio, teclado